# Autostrada A5 (Portugalia)
Autostrada A5 (în portugheză Autoestrada A5) sau Autostrada Coasta Estoril (în portugheză Autoestrada da Costa do Estoril) este o autostradă portugheză, care leagă Lisabona de Cascais, conectând coasta de sud a zonei metropolitane Lisabona, cu o lungime totală de 25 km.
Este cea mai veche autostradă portugheză, prima secțiune fiind inaugurată în 1944 și finalizată complet în 2015, fiind axa fundamentală care leagă Lisabona de coasta Estoril și Cascais, pe o lungime de 25 km. A5 coincide în întregime cu itinerariul complementar nr. 15 (IC15).
Această autostradă începe la poalele Serra de Monsanto, la marginea urbană a orașului Lisabona, și se îndreaptă spre Vale do Jamor, unde se întâlnește cu Stadionul Național din Jamor și se intersectează cu A9 (CREL). Având în vedere mai multe parcuri științifice și tehnologice, A5 continuă prin Oeiras și zona de scăldat Carcavelos și Estoril pentru a se termina la nord-vest de Cascais, lângă limita Parcului Natural Sintra-Cascais și la câțiva kilometri de coasta de vest și plaja Guincho.
Este operat și întreținut de concesionarul Brisa și este parțial taxat. Între Oeiras și Estoril, există o taxă de 1,50 € percepută la intrarea sau ieșirea autostrăzii.

## Istorie
Ceea ce este acum autostrada A5 a fost planificată în anii 1930, deja cu intenția de a conecta Lisabona la Cascais. Secțiunea sa inițială, care leagă Lisabona – prin viaductul Alcântara – de Stadionul Național, a fost inaugurată în 1944, constituind prima autostradă portugheză și una dintre primele din lume.
Prin Planul Național de Drumuri din 1945, Autostrada Lisabona-Cascais a fost desemnată oficial Drumul Național Nr. 7 (N7).
Vechiul circuit Monsanto includea o secțiune a acestei autostrăzi. În 1959, acolo a avut loc cel de-al doilea Mare Premiu de Formula 1 al Portugaliei.
După finalizarea primei secțiuni, ar trebui să treacă aproape trei decenii până la începerea extinderii autostrăzii. În 1972, anul în care s-a născut Brisa, contractul de concesiune i-a încredințat concesionarului construcția tronsonului de la N 7 la Cascais, iar lucrările au început în anul următor. Cu toate acestea, 25 aprilie 1974 a adus o nouă orientare în lucrările publice și s-a acordat prioritate construcției A2 de la Fogueteiro la Setúbal, lucrările fiind suspendate ani la rând, printre rapoartele care nu au considerat-o o prioritate. Abia la sfârșitul anilor 1980, guvernul condus de Aníbal Cavaco Silva a decis să dea undă verde extinderii A5 până la Cascais, iar lucrările au fost finalizate în 1991.